# Neoramia setosa
Neoramia setosa là một loài nhện trong họ Agelenidae.
Loài này thuộc chi Neoramia. Neoramia setosa được Elizabeth Bangs Bryant miêu tả năm 1935.